# Gambleola cornuta
Gambleola cornuta är en svampart som beskrevs av Massee 1898. Gambleola cornuta ingår i släktet Gambleola och familjen Pucciniosiraceae.   Inga underarter finns listade i Catalogue of Life.